# محمد السليتي
مهاجم تونسي دولي. أهم الأندية التي نشط فيها الملعب التونسي، وحقق معه كأس تونس النادي الفريقي، النجم الرياضي الساحلي، وينشط حاليا في الملعب التونسي.ومحترف حاليا بنادي الإسماعيلي المصري.لعب أيضا في النادي الصفاقسي وأهلي جدة